# Harry Potter et les Reliques de la Mort, partie 1
Pour les articles homonymes, voir Harry Potter et les Reliques de la Mort (homonymie).
Série Harry Potter
Le Prince de sang-mêlé
(2009) Harry Potter et les Reliques de la Mort, partie 2
(2011)
Pour plus de détails, voir Fiche technique et Distribution.
Harry Potter et les Reliques de la Mort, partie 1 (Harry Potter and the Deathly Hallows: Part 1 en version originale) est un film britanno-américain réalisé par David Yates, sorti en 2010. Adapté du roman éponyme de J. K. Rowling, il est le septième et avant-dernier volet de la série de films Harry Potter. Il fait suite à Harry Potter et le Prince de sang-mêlé et précède Harry Potter et les Reliques de la Mort, partie 2 (les producteurs ayant décidé de scinder l'adaptation du dernier roman Harry Potter en deux parties).
Cet épisode est écrit par Steve Kloves, qui scénarise toute la saga à l'exception du cinquième film. Les trois acteurs principaux Daniel Radcliffe (Harry Potter), Rupert Grint (Ron Weasley) et Emma Watson (Hermione Granger) reprennent leur rôle, tandis que la composition de la bande originale est confiée à Alexandre Desplat.
Le film est un gros succès au box-office mondial. La première partie devait être passée en relief numérique (3D) en postproduction, mais faute de temps et de moyens, le transfert est abandonné quelques semaines avant la sortie du film, contrairement à la seconde partie qui a pu en bénéficier. La version en 3D est ensuite rendue disponible en Blu-ray.

## Synopsis

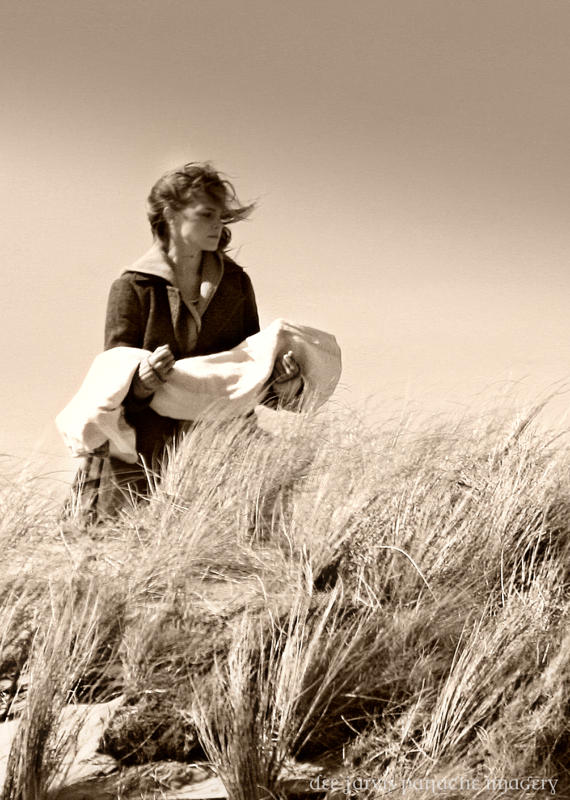
Emma Watson pendant le tournage

Harry, Ron et Hermione décident de se lancer dans la quête de la destruction des horcruxes.
À la suite du départ des Dursley, les amis de Harry ainsi qu’une partie des membres de l’Ordre du Phénix se rendent au 4, Privet Drive afin d'emmener Harry au Terrier, en sécurité. Pour cela, ils expliquent un plan à Harry au cours duquel il y aurait sept Harry Potter à l'aide du Polynectar, ce qui préservera le vrai Harry en cas d'attaque, imminente selon Maugrey Fol Œil. Au cours de la bataille, Hedwige (la chouette de Harry) est atteinte par un sortilège et meurt en protégeant son maître, ce qui révèle aux mangemorts qui est le véritable Harry. Après avoir échappé de peu à Voldemort, Harry et Hagrid réussissent à atteindre le Terrier en passant les protections qui ont été mises en place par l'Ordre pour le protéger. Les autres reviennent petit à petit. Mais les nouvelles ne sont pas très bonnes : George a perdu une oreille au cours de l'affrontement et ils apprennent par Bill Weasley la mort de Maugrey Fol Œil.
Le ministre de la Magie Rufus Scrimgeour effectue une courte visite pour remettre les legs de Dumbledore au trio. La lecture du testament révèle la distribution d'objets à Ron, Hermione et Harry. Respectivement, ils reçoivent le Déluminateur de Dumbledore, le livre Les Contes de Beedle le barde et le Vif d'or que Harry a failli avaler lors de sa première partie de Quidditch. Le ministre révèle un dernier legs pour Harry : l'épée de Godric Gryffondor. Toutefois, il leur dévoile qu'il ne peut pas la lui donner parce qu'elle n'appartenait pas à Dumbledore lui-même, et que, de toute façon, l'épée reste introuvable depuis le décès de Dumbledore. Puis le trio assiste au mariage de Bill et Fleur. La fête est interrompue par l'arrivée du Patronus de Kingsley Shacklebolt, annonçant la mort de Rufus Scrimgeour, la chute du ministère de la Magie et l'arrivée des mangemorts, forçant les amis à s'enfuir précipitamment alors que la bataille entre les invités et les mangemorts débute. Hermione, au bon moment, transplane en emportant Harry et Ron avec elle. Tous trois atterrissent au beau milieu de Londres et, lorsqu'ils se retrouvent confrontés à deux mangemorts dans un café moldu, se trouvent forcés d'aller dans la maison de Sirius au 12, square Grimmaurd.
Ils découvrent que RAB est le frère de Sirius, Regulus Arcturus Black, et que le véritable médaillon qu'il avait pris à Voldemort a été volé par Mondingus Fletcher qui a été contraint de le laisser à une sorcière du ministère sur le chemin de Traverse. Ils apprennent ainsi qu'il est en la possession de nulle autre que Dolores Ombrage.
Harry, Ron et Hermione se rendent au ministère de la Magie, sous l'apparence de trois employés, et réussissent à s'emparer de l'horcruxe. Il est alors possible de voir de l'intérieur la répression sur les sorciers nés-moldus et le traitement qu'on leur inflige. Tous trois réussissent à se retrouver au milieu d'un procès kafkaïen dirigé par Dolores Ombrage. Harry interrompt le procès pour désarmer la sorcière et tous trois prennent la fuite.
Après la fuite du ministère qui ne passe pas inaperçue, ils commencent alors leur long périple à la recherche des horcruxes restants. Harry continue de faire des rêves étranges, dont un dans lequel il voit Gregorovitch, un fabricant de baguettes se faire tuer par Voldemort. Ils se montrent d'abord incapables de détruire le vrai médaillon. Ron, qui semble être davantage affecté que les deux autres par les effets néfastes du médaillon qu'ils gardent autour de leur cou, connaît un moment de découragement et quitte avec fracas ses amis durant quelques semaines.
Harry, voulant aller à Godric's Hollow, finit par convaincre Hermione. Après s'être recueillis sur la tombe de Lily et James Potter et avoir observé la maison des Potter en ruine, Harry et Hermione rencontrent Bathilda Tourdesac, qu'ils suivent en pensant qu'elle pourrait avoir en sa possession l'épée. Ils découvrent cependant que la vraie Bathilda a été assassinée et que Nagini avait été placé à Godric's Hollow au cas où ils s'y rendraient. La fausse Bathilda se transforme en Nagini ; Harry et Hermione frôlent la mort avant de transplaner. La baguette de Harry est cassée par accident.
Une nuit, Harry aperçoit un Patronus en forme de biche apparaître devant lui. Il la suit et elle le guide à un lac gelé dans lequel Harry découvre l’épée de Gryffondor. Il plonge, mais le médaillon, ne voulant pas se faire détruire, tente de l’étrangler et l’attire plus loin du trou dans la glace. Ron fait alors son retour et le sauve in extremis. Ils réussissent ensemble à détruire le médaillon-horcruxe grâce à l'épée.
Le trio se rend ensuite chez le père de Luna, Xenophilius Lovegood, pour en apprendre plus sur le symbole qu'ils ont vu à de nombreuses reprises : sur une des tombes du cimetière de Godric's Hollow, sur le pendentif de Xenophilius, dans les Contes de Beedle le Barde et dans la boutique du fabricant de baguettes Gregorovitch. Il s'agit en fait des reliques de la Mort (la baguette de sureau, la pierre de résurrection et la cape d'invisibilité). Mais Xenophilius veut livrer Harry et ses amis aux mangemorts pour récupérer sa fille qui a été capturée par ces derniers, à cause de son soutien à Harry.
Le trio réussit à s'échapper avant de se faire capturer après une longue course dans une forêt par des Rafleurs, qui les emmènent au manoir de la famille Malefoy. Hermione dans la panique, lance un maléfice à Harry, déformant son visage et le rendant méconnaissable. Bellatrix Lestrange fait enfermer dans la cave Harry et Ron (Harry qui est plus ou moins identifiable grâce au sort d'Hermione) où ils retrouvent Luna, Gripsec (un gobelin) et Ollivander. Hermione, restée dans le salon, est alors torturée par Bellatrix. Harry demande de l'aide à son petit miroir et Dobby arrive. Il emmène Ollivander et Luna chez Bill et Fleur, puis libère Harry et Ron de la cave, laissant Queudver inconscient. Une bataille éclate alors et Dobby, en s'accrochant au lustre et en le dévissant, le fait tomber à quelques centimètres de Bellatrix, la désorientant. Harry dérobe alors la baguette de Drago, en même temps que celles de Bellatrix (utilisée ensuite par Hermione) et de Peter Pettigrow (utilisée par Ron). Dobby emporte alors Harry, Ron, Hermione et Gripsec en transplanant. Par malheur, Bellatrix lance un poignard qui disparaît avec eux. Ces derniers atterrissent à la plage de la Chaumière aux Coquillages, maison de Bill et Fleur. Harry s'aperçoit alors que Dobby a été touché par le poignard de Bellatrix, et la créature meurt dans ses bras. Harry creuse alors une tombe, sans utiliser la magie, et met Dobby en terre.
Pendant ce temps, Voldemort profane la tombe de Dumbledore et y prend sa baguette, qu'il sait être la baguette de sureau, l'une des reliques de la Mort, que ce dernier avait emportée dans sa dernière demeure. Cette baguette avait précédemment appartenu à Grindelwald, mage noir défait par Dumbledore bien des années auparavant. Un immense éclair sort de la Baguette désormais contrôlée par Voldemort et éclaire le ciel.

## Fiche technique

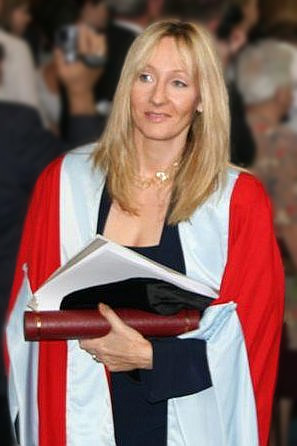
J. K. Rowling, romancière et productrice.

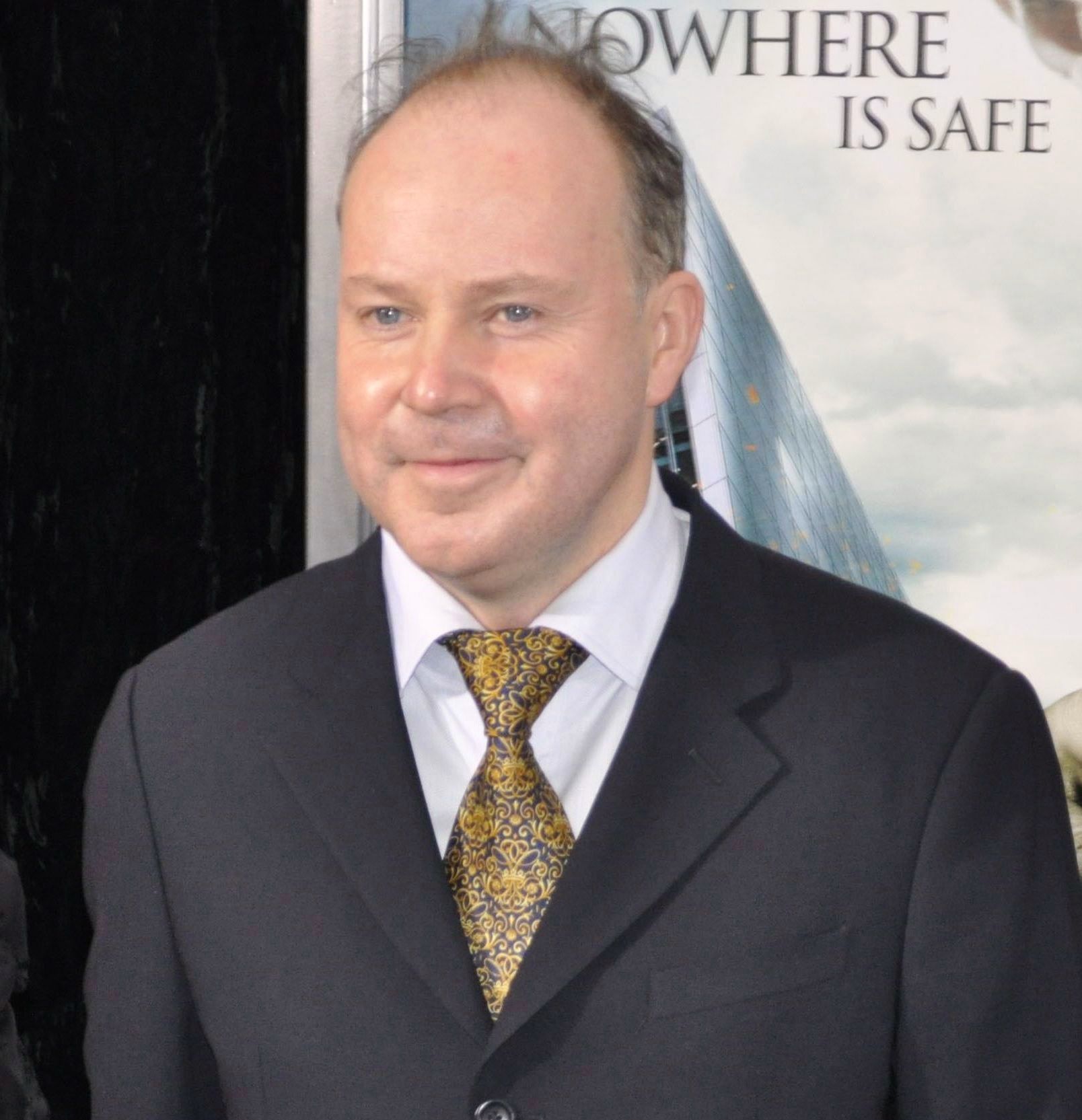
David Yates, réalisateur.

- Titre : Harry Potter et les Reliques de la Mort, partie 1
- Titre original : Harry Potter and the Deathly Hallows: Part 1
- Réalisation : David Yates
- Scénario : Steve Kloves, adapté du roman de J. K. Rowling
- Musique : Alexandre Desplat, avec reprise du thème de John Williams[4]
- Direction artistique : Andrew Ackland-Snow
- Décors : Stuart Craig
- Costumes : Jany Temime
- Photographie : Eduardo Serra
- Montage : Mark Day, Wily Tyïght
- Production : David Heyman, David Barron et J. K. Rowling
- Sociétés de production : Heyday Films et Warner Bros. Pictures
- Société de distribution : Warner Bros. Pictures
- Pays de production :  États-Unis,  Royaume-Uni
- Dates de tournage : du 15 février 2009 au 12 juin 2010 (la préproduction a commencé le 29 janvier 2009)
- Langue originale : anglais
- Format : couleurs - 2,35:1 - 70 mm
- Genre : fantasy
- Dates de sortie :
  - Belgique : 17 novembre 2010
  - Canada, Royaume-Uni et États-Unis : 19 novembre 2010
  - France et Suisse 24 novembre 2010
- Durée : 146 minutes[5]
- Budget : 125 millions $[6]
- Classification :
  - Royaume-Uni : déconseillé aux moins de 12 ans
  - États-Unis : PG-13
  - Allemagne : FSK-12
  - Belgique : déconseillé aux moins de 12 ans[7]
  - France : à partir de 10 ans[8]
  - Irlande : déconseillé aux moins de 12 ans

## Distribution
- Principaux :
  - Daniel Radcliffe (VF : Kelyan Blanc et VQ : Émile Mailhiot) : Harry Potter
  - Rupert Grint (VF : Olivier Martret et VQ : Xavier Dolan-Tadros) : Ron Weasley
  - Emma Watson (VF : Manon Azem et VQ : Stéfanie Dolan) : Hermione Granger
- Mangemorts :
  - Ralph Fiennes (VF : Patrick Laplace et VQ : Jean-Luc Montminy)[9] : Tom Jedusor / Lord Voldemort
  - Helena Bonham Carter (VF : Marie Zidi et VQ : Pascale Montreuil)[10] : Bellatrix Lestrange
  - Timothy Spall (VF : Michel Papineschi et VQ : Roch Aubert)[11] : Peter Pettigrow
  - Jason Isaacs (VF : Jérôme Keen et VQ : Jacques Lavallée)[12] : Lucius Malefoy
  - Helen McCrory (VF : Laëtitia Lefebvre)[13] : Narcissa Malefoy
  - Tom Felton (VF : Dov Milsztajn et VQ : Sébastien Reding)[14] : Drago Malefoy
  - Dave Legeno[15] : Fenrir Greyback
  - Peter Mullan (VF : Julien Kramer et VQ : Éric Gaudry) : Yaxley
  - Suzanne Toase : Alecto Carrow
  - Ralph Ineson : Amycus Carrow
  - Arben Bajraktaraj : Antonin Dolohov
  - Rod Hunt : Thorfinn Rowle
  - Nick Moran (VF : Rémi Bichet)[16] : Scabior
- Ordre du Phénix :
  - David Thewlis (VF : Guillaume Lebon et VQ : Alain Fournier)[13] : Remus Lupin
  - Alan Rickman (VF : Claude Giraud et VQ : Daniel Picard)[9] : Severus Rogue
  - Brendan Gleeson (VF : Patrick Béthune et VQ : Sylvain Hétu)[17] : Alastor Maugrey
  - Mark Williams (VF : Philippe Bellay et VQ : Benoît Rousseau)[18] : Arthur Weasley
  - Julie Walters (VF : Catherine Lafond et VQ : Johanne Léveillé)[19] : Molly Weasley
  - James Phelps (VF : Guillaume Légier et VQ : Renaud Paradis)[20] : Fred Weasley
  - Oliver Phelps (VF : Guillaume Légier et VQ : Renaud Paradis)[20] : George Weasley
  - Domhnall Gleeson (VF : Geoffrey Vigier)[21] : Bill Weasley
  - Clémence Poésy (VF : elle-même)[22] : Fleur Delacour
  - Andy Linden (VF : Paul Borne)[23] : Mondingus Fletcher
  - David Ryall (VF : Pierre Hatet)[24] : Elphias Doge
  - Natalia Tena (VF : Audrey Lamy et VQ : Camille Cyr-Desmarais)[25] : Nymphadora Tonks
  - George Harris (VF : Tola Koukoui et VQ : Patrick Chouinard) : Kingsley Shacklebolt
  - Robbie Coltrane (VF : Achille Orsoni et VQ : Guy Nadon)[26] : Rubeus Hagrid
- Personnel du ministère de la Magie :
  - Bill Nighy (VF : Georges Claisse)[27] : Rufus Scrimgeour, ministre de la Magie
  - Imelda Staunton (VF : Solange Boulanger et VQ : Lisette Dufour)[28] : Dolores Ombrage
  - Guy Henry (VF : Mathieu Buscatto et VQ : François Godin)[29] : Pius Thicknesse
  - David O'Hara[30] : Albert Runcorn
  - Sophie Thompson : Mafalda Hopkrik
  - Steffan Rhodri[31] : Reg Cattermole
- Étudiants de Poudlard :
  - Bonnie Wright (VF : Margaux Laplace et VQ : Adèle Trottier-Rivard)[32] : Ginny Weasley
  - Matthew Lewis (VF : Romain Larue et VQ : Roxan Bourdelais)[33] : Neville Londubat
  - Evanna Lynch (VF : Émilie Rault et VQ : Catherine Brunet)[34] : Luna Lovegood
  - Alfred Enoch (VF : Pierre Lacombe)[32] : Dean Thomas
  - Afshan Azad : Padma Patil
  - Shefali Chowdhury : Parvati Patil
  - Joshua Herdman[35] : Gregory Goyle
  - Devon Murray (VF : Thomas Sagols)[36] : Seamus Finnigan
  - Louis Cordice[37] : Blaise Zabini
  - Freddie Stroma[38] : Cormac McLaggen
  - Scarlett Byrne : Pansy Parkinson
  - Jessie Cave : Lavande Brown
- Communauté magique :
  - Rhys Ifans[39] (VF : Emmanuel Karsen et VQ : Thiéry Dubé) : Xenophilius Lovegood
  - John Hurt (VF : Marcel Guido et VQ : Yves Corbeil)[40] : Ollivander
  - Jamie Campbell Bower[41] : Gellert Grindelwald jeune
  - Michael Byrne (VF : Benoît Allemane) : Gellert Grindelwald vieux
  - Rade Šerbedžija (VF : Jean-François Roubaud)[42] : Gregorovitch
  - Matyelok Gibbs[22] : Tante Muriel
  - Kate Fleetwood[43](VF : Delphine Allemane): Mary Cattermole
  - Frances de la Tour : Madame Olympe Maxime
  - Miranda Richardson : Rita Skeeter
  - Carolyn Pickles[44] : Charity Burbage
- Fantômes :
  - Michael Gambon (VF : Marc Cassot et VQ : Hubert Fielden)[45] : Albus Dumbledore
  - Geraldine Somerville[46] : Lily Potter (souvenir)
- Créatures magiques :
  - Warwick Davis[47] (VF : Eric Missoffe et VQ : Paul Sarrasin) : Gripsec
  - Toby Jones (VF : Pierre Laurent et VQ : François Sasseville)[48] : Dobby
  - Simon McBurney (VF : Achille Orsoni et VQ : Raymond Bouchard) : Kreattur
- Moldus :
  - Fiona Shaw : Pétunia Dursley
  - Harry Melling[49] : Dudley Dursley
  - Richard Griffiths (VF : Michel Tugot-Doris et VQ : Hubert Gagnon)[49] : Vernon Dursley
  - Michelle Fairley (VF : Catherine Artigala)[50] : Mrs Granger
  - Ian Kelly[51] : M. Granger
  - Eva Alexander : la serveuse

- Version française
  - Studio de doublage : Cinéphase
  - Direction artistique : Jenny Gérard
  - Adaptation : Juliette Vigouroux et Alain Cassard

Sources et légende : version française (VF) sur AlloDoublage et  version québécoise (VQ) sur Doublage Québec

## Accueil

### Promotion
Le premier teaser du diptyque a été caché dans les versions Blu-Ray et DVD de Harry Potter et le Prince de Sang-mêlé avant d'être publié sur Internet.
La première bande-annonce de la première partie du film a été dévoilée le 28 juin 2010. La seconde a été mise en ligne le 23 septembre.
L'avant-première mondiale de la première partie s'est déroulée le 11 novembre 2010 au Leicester Square de Londres et a été retransmise en direct sur Facebook. L'avant-première française, quant à elle, a eu lieu le 22 novembre 2010 au CGR 2 Lions à Tours, en présence de nombreux seconds rôles du film. La ville a été choisie à l'issue d'un concours organisé sur Internet.

### Accueil critique
Sur l'agrégateur américain Rotten Tomatoes, le film récolte 77 % d'opinions favorables pour 285 critiques. Sur Metacritic, il obtient une note moyenne de 65⁄100 pour 42 critiques.
En France, le site Allociné propose une note moyenne de 3,2⁄5 à partir de l'interprétation de critiques provenant de 20 titres de presse.

### Box-office et ventes DVD
- Mondial : 960 283 305 $[58]
- États-Unis -  Canada : 295 983 305 $
- France : 6 016 776 entrées[59] / 51 104 397 $
- Ventes DVD : 4,9 millions d'unités, soit 70 millions$[60]
- Total (DVD + box-office) : 1,04 milliard$

Lors de son premier week-end, la première partie du dernier volet de la saga récolte 330 millions de dollars dans 92 pays (environ 28 000 copies). Aux États-Unis, le film réalise 125 millions $ (4 125 cinémas, 9 400 copies), et 205 millions à l'international (91 pays, 19 200 copies). 101 copies sont destinées à l'IMAX, qui a généré 4 millions de $. Au niveau mondial, les États-Unis représentent environ 38 % des recettes engrangées (125 millions $), l'Europe 33 % (110 millions $, environ 6 000 cinémas), le reste du monde 29 % (95 millions $).
En France, le film enregistre 435 000 entrées (971 copies) pour sa première journée d'exploitation.
Fin décembre, le film prend la tête du box-office français 2010 avec 5,92 millions d'entrées et détrône ainsi Les Petits Mouchoirs de Guillaume Canet.

## Distinctions
Sauf indication contraire, les informations mentionnées dans cette section peuvent être confirmées par la base de données cinématographiques IMDb,  présente dans la section « Liens externes ».

### Récompenses
- AFI Awards 2012 :
  - AFI Special Awards (Meilleure Saga)
- Teen Choice Awards 2011
  - Meilleur film fantastique/science-f
  - Meilleure actrice dans un film fantastique/science-fiction (Emma Watson)
  - Meilleur méchant (Tom Felton)
  - Meilleur baiser (Emma Watson et Daniel Radcliffe)
- World Soundtrack Awards 2011
  - Compositeur de l'année (Alexandre Desplat)
- Empire Awards 2011 :
  - Meilleur film fantastique ou de science-fiction

### Nominations
- Oscar du cinéma 2011 :
  - Meilleurs effets visuels
  - Meilleure direction artistique
- BAFTA Film Award 2011 :
  - Meilleurs maquillages et coiffures
  - Meilleurs effets visuels
- Saturn Awards 2011 :
  - Meilleur film fantastique
  - Meilleure réalisation
  - Meilleurs costumes
  - Meilleur maquillage
  - Meilleurs effets visuels
- Art Directors Guild :
  - Meilleur film fantasy
- Houston Film Critics Society
  - Meilleure photographie
- Teen Choice Awards 2011
  - Meilleur acteur dans un film fantastique/science-f (Daniel Radcliffe)
- Satellite Awards
- Satellite Awards 2010
  - Meilleure photographie
  - Meilleure musique originale
- Satellite Awards 2011 :
  - Meilleure collection Blu-ray (Saga)
- Critics Choice Award 2013
  - Meilleure franchise